# Pável Yaguzhinski
El conde Pável Ivánovich Yaguzhinksi (en ruso: Па́вел Ива́нович Ягужи́нский, a veces Yagushinski -Ягушинский-; Kúblichy, 1683 - San Petersburgo, 6 (17) de abril de 1736) fue un político y diplomático ruso, compañero de armas de Pedro I el Grande, obershtalmeister (1726), general en jefe (1727) y primer procurador general de la historia rusa (1722-26, 1730-35). Fue apreciado por Pedro el Grande por su fama de honestidad e incorruptibilidad.

## Biografía

### Primeros años
Hijo del organista lituano Iván Yaguzhinski, Pável Ivánovich nació en 1683 probablemente en Kúblichy, en el voivodato de Półatsk del Gran Ducado de Lituania de la Mancomunidad de Polonia-Lituania (actual  raión de Ushachy del óblast de Vítebsk de Bielorrusia). En 1687 junto a su familia paterna, se traslada a Rusia. Demostró amabilidad y sentido del deber en el servicio como paje de Fiódor Golovín. En 1701 se alistó en el Regimiento Preobrazhenski de la Guardia Leib, ocupando el lugar de Aleksandr Ménshikov como ordenanza de Pedro el Grande. Se convirtió de sus creencias familiares originales luteranas a la ortodoxia.

### Diplomático al servicio de Pedro I
En 1710 fue nombrado kamer-junker y capitán del Regimiento  Preobrazhenski. Se casó con Anna Fiódorvna Jitrovó, recibiendo como dote entre otras posesiones el pueblo de Avchúrino (hacienda) y el de Serguéyevskoye (actual Plavsk). Años antes, el 9 de julio de 1706 había recibido de Pedro I la concesión eterna de una isla en el río Yauza, junto a la slobodá alemana.
Durante la Gran Guerra del Norte, Yaguzhinski realizó regularmente misiones diplomáticas para Pedro I, acompañándole en su viaje de 1713. En 1711 participó en la Campaña del Prut y ese mismo año acompañó al zar a Karlsbad y Torgau a la boda del zarévich Alekséi Petróvich, recibiendo el rango de coronel en junio y el 3 de agosto el de adjudant-général.
Yaguzhinski fue uno de los pocos individuos que asistieron a la boda del zar con Marta Skavrónskaya. En noviembre de 1713 fue enviado a la corte de Copenhague para anunciar la llegada de Pedro I con su ejército al ducado de Mecklemburgo>. En 1714 volvió a Dinamarca para forzar, junto con el embajador residente Vasili Dolgorúkov, a que la corona danesa cumpliera sus obligaciones como aliada.
Tras el establecimiento en 1718 de los collegium del Imperio ruso, a Yaguzhinski se le encarga ser un enlace rápido y supervisor de los presidentes de estas instituciones. Al año siguiente, 1719 participó en el congreso de Åland y en 1720 y 1721 representó los intereses de Rusia en la corte del Sacro Imperio Romano en Viena donde contrataría a un grupo de comendiantes para el zar.
Yaguzhinski acudió a la firma del tratado de Nystad el 24 de agosto de 1721, pero, a petición de su rival Osterman, el comandante de Vyborg Iván Shuválov le retuvo en la citada localidad dos días, de modo que cuando Yaguzhinski llegó a Nystad, el tratado ya se había firmado.

### Organización de fiestas cortesanas y divorcio
En su juventud, Yaguzhinski gozó de la reputación de ser un alegre conversador, parrandero y bailador inconsolable, así como la de ser el "zar" de todos los bailes, elaborando listas para el zar de los cortesanos ausentes. Deseando una vida alegre y festiva, Yaguzhinski conducía su nivel de vida a lo grande, gastando en acondicionamientos, criados y salidas, a semejanza de Pedro el Grande, quien, cuando necesitaba una carroza lujosa para las solemnes recepciones de la corte, a menudo la tomaba prestada a Yaguzhinski temporalmente. Encargado de la vigilancia de las obligadas ceremonias de palacio, Yaguzhinski manifestó en este servicio el mismo celo, la misma aplicación y rapidez con que cumplía todas las órdenes del soberano.
El matrimonio de Yaguzhinski con una rica heredera de alta alcurnia, Anna Fiodórovna Jitrovó (1701—1733), tuvo lugar a instancias de Pedro I. Yaguzhinski se hallaba a menudo ausente acompañando al emperador, y su mujer vivía generalmente en Moscú con sus hijos, donde no se conducía de manera ejemplar, puesto que al parecer pasaba las noches fuera de casa (en la isba del jardinero), frecuentaba la compañía de damas de reputación indecente y ofendía a los clérigos y a los símbolos religiosos. En la boda del kniaz Yuri Trubetskói Yaguzhinski tuvo una riña pública con su mujer, que se había negado a bailar con él tal como exigía el ceremonial. En 1722, Friedrich Wilhelm von Bergholz, cortesano de Holstein de visita en Rusia, escribió que Anna vivía en San Petersburgo sin apenas salir de casa, enferma de melancolía. 
Poco después Anna ingresaría en uno de los monasterios de Moscú y, Yaguzhinski, en parte a instancias del zar Pedro, se dirigió al Sínodo pidiéndole que autorizara la anulación de su matrimonio, con la justificación de que había sumido su vida en un estado desastroso, y que continuar con el matrimonio supondría la perdición de sus hijos educados por una madre tan indecente. Fue uno de los primeros procesos de divorcio en Rusia. Kazimierz Waliszewski afirmó que antes de iniciarse el proceso de divorcio, Yaguzhinski ya había encontrado una nueva novia, una de las hijas del canciller Gavril Golovkín, de nombre Anna. El divorcio fue autorizado el 21 de agosto de 1723 y el pomposo nuevo matrimonio se celebraría el 10 de noviembre del mismo año, para gran satisfacción de Yaguzhinski, que estaba tan contento con su segunda esposa como el mismo zar con la suya.
Por decreto de Catalina I, Anna Jritovó fue recluida de por vida en el monasterio Feódorovski de Pereslavl-Zaleski, de donde intentó huir infructuosamente en dos ocasiones. Pasó diez años como monja con el nombre de Agafa, hasta su muerte.

### Procurador general
El 22 de septiembre de 1722 fue nombrado teniente general y cuatro días más tarde sería designado primer procurador general de la historia del Senado Dirigente, un cargo equivalente al de fiscal general. Su cometido era luchar contra el desvío de fondos públicos. Según la Enciclopedia Soviética de Historia, Pedro I tenía en mente el promulgar una ley que castigara con la horca a todo aquel que robara fondos del Estado. Sin embargo, Yaguzhinski le recomendó que no lo hiciera, puesto que se quedaría sin súbditos. Pedro I constantemente ensalzó los méritos de Yaguzhinski, infatigable, íntegro, honesto y franco.
Con ocasión de la coronación de Catalina I fue establecido el Regimiento de Caballería de la Guardia, del que Yaguzhinski fue nombrado comandante, con el rango de capitán-teniente. Asimismo recibió la forma vitalicia la isla Mishin en la desembocadura del Nevá, en la que en 1720 fui construida para él una casa de tres pisos, diseñada por Georg Johann Mattarnovi y Nicolaus Friedrich Harbel.
Como fiscal general, Yaguzhinski, sirvió como contrapeso al poderoso príncipe Alexandr Ménshchikov, limitando sus ambiciones. En la corte, Yaguzhinski ejerció como expositor y enemigo de las aspiraciones personales de los personajes que habían medrado en la corte de Pedro I. Tras el ascenso al trono de Catalina I, el conflicto entre Yaguzhinski y Ménshchikov se incrementó. El último había visto fortalecida su posición, y tras el establecimiento del Consejo Supremo Secreto, obtuvo el poder absoluto en la corte. Yaguzhinski sería entonces destituido como fiscal general y enviado al Sejm polaco en Hrodna como ministro plenipotenciario para discutir el asunto de la sucesión de Curlandia el 3 de agosto de 1726.El 24 de octubre de 1727 fue nombrado general en jefe, a pesar del tiempo que había pasado sin estar presente en el combate.

### Conflicto con Osterman

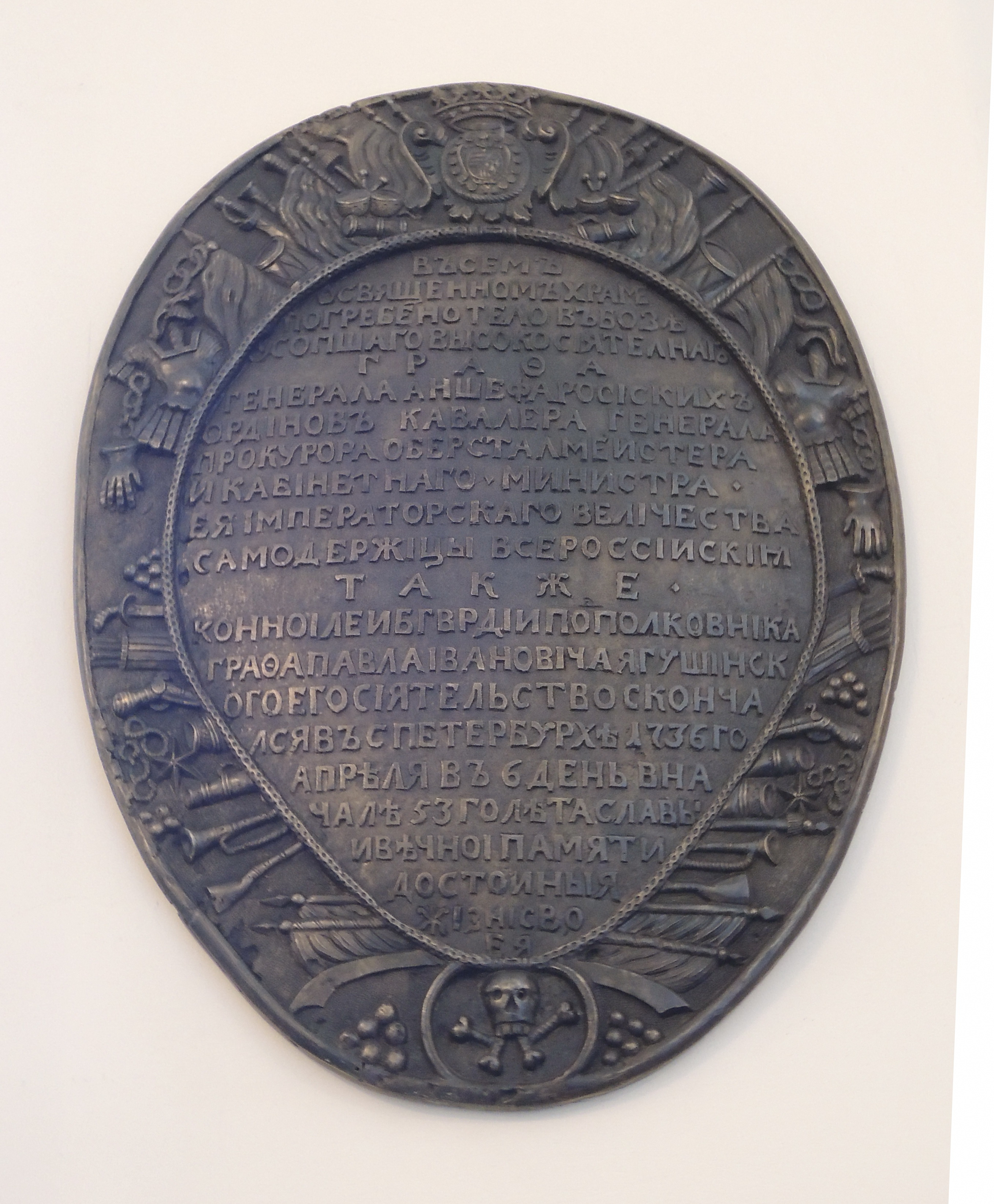
Inscripción sobre la tumba de Yaguzhinski.

Yaguzhinski conseguiría maniobrar entre los grupos de interés de la corte en los siguientes gobiernos. En enero de 1730 conspiraría en un complot del Consejo Supremo, por lo que sería arrestado el 16 de ese mes y liberado el 20 tras confesarle a la emperatriz Ana que la mayoría de los nobles no deseaban restringir sus poderes. El 4 de marzo de ese año sería nombrado senador por ukaz de la emperatriz.
La emperatriz recompensaría aún más al arrepentido Yaguzhinski. El 20 de marzo de ese mismo año sería asignado a un cargo en el rico prikaz de Siberia, por el que recibía un salario "por rango" y el 31 de diciembre fue nombrado teniente coronel del Regimiento Ecuestre de la Guardia-Leib. Entre el 2 de octubre de 1730 a 1731 ocuparía el cargo de fiscal general del Senado y por su iniciativa se crearía el primer cuerpo de cadetes de Rusia. El 19 de enero de 1731 se le concedió el título de conde.
Sin embargo, la influencia de Yaguzhinski alcanzaría su fin a raíz de su enfrentamiento con Andréi Osterman. En el día de la celebración de la concesión del título de conde a este último, Yaguzhinski, que había bebido demasiado, empezó a tratar a Osterman con descortesía, por lo que sólo fue levemente reprendido por la emperatriz. El vicecanciller Osterman, que no olvidó la ofensa, pronto conseguiría el establecimiento del Gabinete de Ministros, al que se transfirieron las funciones gubernamentales, arrebatando el poder de las manos de Yaguzhinski.
Ana, la emperatriz, buscó una salida honorable para Yaguzhinski como embajador en Berlín en 1732, siéndole retirado el cargo de caballerizo mayor. Dos años más tarde, Ernst Johann von Biron, no hallando manera de contrarrestar el poder de Osterman en la corte, procuró el regreso de Yaguzhinski como miembro del Gabinete de Ministros -cargo que ocuparía entre el 18 de abril de 1735 y su muerte- y devolviéndole su puesto de caballerizo mayor. Biron se halló encantado con Yaguzhinski, que recuperó su antiguo poder. Las embajadas extranjeras intruían a sus miembros para buscar el favor de Yaguzhinski, e incluso el príncipe Radziwiłł buscó la mano de su hija. Yaguzhinski se halló en una situación en la que la rivalidad con Osterman llegó a un punto álgido, siendo objeto de interés de sus contemporáneos, que esperaban el desenlace de la lucha de poder.
La salud de Yaguzhinski hacía ya tiempo que se hallaba deteriorada, tanto por la vida ocupada y el desmesurado trabajo que llevó a cabo durante muchos años, como por sus juergas y excesos. Con 52 años y gotoso, debería haber llevado un estilo de vida más saludable, pero no dejó de acudir a bailes y fiestas, bebiendo en gran cantidad. En enero de 1736, se sintió enfermo, con fiebre, complicada con ataques de gota, a raíz de lo que falleció en abril de ese año. Fue enterrado en el monasterio de Alejandro Nevski. Su segunda espoda contraería nupcias con Mijaíl Petróvich Bestúzhev-Riumin. En 1743, a raíz de su implicación en el asunto Lopujiná fue azotada en público y enviada al exilio en Yakutia.
Su contemporáneo, el diplomático español Jacobo Francisco Fitz-James Stuart y Burgh (1696-1738), Duque de Liria y Jérica y de Duque de Berwick, informó sobre él: 

Fue un polaco de muy bajo linaje que llegó a Rusia a corta edad y se convirtió a la fe rusa. Siendo del gusto de Pedro I, se ganó su cariño hasta su muerte. No sabía mucho de asuntos militares, algo que no escondía, pero era un hombre inteligente, capaz, valiente y decidido. Si sentía estima por una persona, se convertía en su sincero amigo, y si se enemistaba, resultaba obvio. Se decía de él que era un mentiroso, pero no noté ese vicio en él. Habiéndose decidido, se desenvolvía firmemente hasta que lo conseguía, con gran lealtad hacia sus soberanos. Sin embargo, con un vaso de vino de más, podía hacer muchas tonterías. Pero fuera de este mal hábito era se comportaba de manera completamente diferente. En resumen era una de las persons más capaces de Rusia.

## Familia

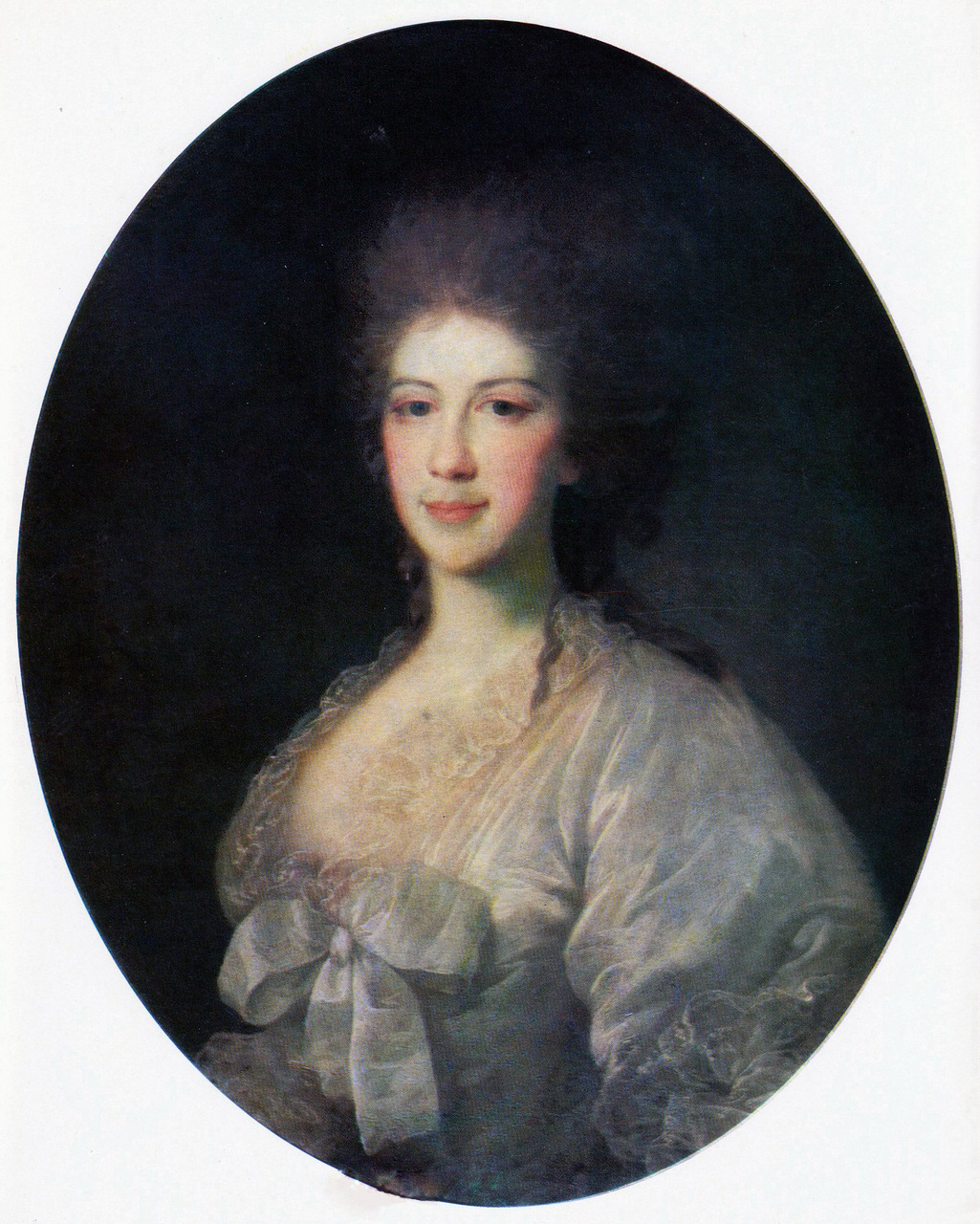
Fiódor Rókotov, La condesa Praskovia Gagarina (Yaguzínskaya).

De su primer matrimonio (1710) con Anna Jrítovo (m. 30 de julio de 1733), hija única de Fiódor Jrítovo y nieta del acaudalado e influyente Aleksandr Jrítovo y de la que se divorció en 1723 tuvo un hijo y tres hijas:
- Un primer hijo de nombre desconocido, enviado  en 1723 por su padre a estudiar a Alemania, donde murió el 9 de agosto de 1724.
- Yekaterina (1713/1714-1738), casada en 1730 con Vasili Lopujín (1711-1757).
- Natalia (1716-1786), casada con el teniente general Fiódor Golovín (1704-1758).
- Praskovia (m. 1775), casada con el kniaz senador Serguéi Vasílievich Gagarin (1713-1782). Estuvieron involucrados en el asunto Lopujiná, pero fueron eximidos de culpa pues presenciaron las conversaciones sin entender alemán.

De su segundo matrimonio (10 de noviembre de 1723), con Anna Gavrílovna Yaguzhínskaya (m. 1751), dama de honor e hija del canciller conde Gavril Golovkin, tuvo un hijo y tres hijas:
- Anastasia
- Serguéi (1731-1806), teniente general, se casó en su primer matrimonio con Anastasia Shuválova (hermana de Iván Shuválov) y en el segundo con Várvara Saltykova (1749-1783), muriendo sin dejar herederos.
- María (1732-1755), dama de honor, casada el 14 de febrero de 1748 con el conde Andréi Yefímovski (1717-1767).
- Ana (1733-1801), dama de honor, se casó en 1754 con el conde Piotr Apraksin, y más tarde se haría monja con el nombre de Augusta.

## Condecoraciones
- Orden de San Andrés (11 de julio de 1724).
- Orden de San Alejandro Nevski (30 de agosto de 1725).[11]

## Aparición como personaje en el arte
- Yuri Tyniánov, Figura de cera (1930).
- Víktor Dobrovolski, Pedro el Grande (1937)
- Oleg Tabakov, Como el zar Pedro se deshizo de su ancla (1976)
- Viacheslav Grishechkin, Los secretos de los golpes palaciegos (2000-2008)
- Aleksandr Zbrúyev, El bufón Balakirev (2002)
- Valeri Soloviov, Pedro, el grande: El testamento (2011)
- Arseni Mirónov, Cronáutica (2012)